# Christina Chong
Pour les articles homonymes, voir Chong.
Christina Chong (née le 18 septembre 1983 dans le district d'Enfield, à Londres) est une actrice britannique.

## Biographie
Christina Chong a cinq frères et sœurs. Elle a passé son enfance à Longridge, dans le Lancashire, où elle étudia la danse dès l'âge de 4 ans.
À 14 ans, elle entre à l'Italia Conti Academy of Theatre Arts (en) où elle étudie le théâtre. Elle en sort diplômée à 19 ans, et rejoint le Lee Strasberg Theatre and Film Institute à New York pour compléter sa formation d'actrice.
Elle commence sa carrière cinématographique en 2008 par de petits rôles, avant d'obtenir l'un des rôles principaux de la série Monroe en 2011. La même année, elle fait une apparition remarquée dans le septième épisode de la sixième saison de la série Doctor Who .

## Filmographie partielle

### Cinéma
- 2008 : Le Diable dans le sang : Mei-Ling
- 2008 : Freakdog : Yoshimi
- 2010 : Legacy (en) : Jane
- 2011 : W.E. : Tenten
- 2011 : Johnny English, le retour : Barbara
- 2015 : Star Wars, épisode VII : Le Réveil de la Force (scènes coupées)
- 2021 : Tom et Jerry de Tim Story : Lola

### Télévision
- 2011 : Doctor Who (série télévisée) (saison 6, épisode 7 : La Retraite du démon) : Lorna Bucket
- 2011-2012 : Monroe (série télévisée) : Dr Sarah Witney
- 2012 : Whitechapel (série télévisée) (saison 6, épisodes 1 et 2) : Lizzie Pepper
- 2012 : Case Sensitive (série télévisée) (deux épisodes) : Amber Williams
- 2013 : Black Mirror (série télévisée) (saison 2, épisode 3 : Le Show de Waldo ) : Tamsin
- 2013 : The Wrong Mans (série télévisée) (un épisode) : Mai Wu
- 2014 : Line of Duty (série télévisée) (saison 2, épisodes 2, 3, 4 et 6) : Nicole Rogerson
- 2014 : 24: Live Another Day (série télévisée) (épisodes 1, 5 et 6) : Mariana
- 2014 : Halo : Nightfall de Sergio Mimica-Gezzan : Soldat Première Classe Talitha Macer
- depuis 2019 : Les Héritiers de la nuit : Calvina
- 2022 : Star Trek: Strange New Worlds (série TV) : Lieutenant La'an Noonien-Singh, cheffe de la sécurité de l'Enterprise